# Theodor Künkele
Theodor Künkele (* 31. Juli 1876 in Annweiler am Trifels; † 4. April 1970 in Landau in der Pfalz) war ein deutscher Forstwissenschaftler. Er war von 1934 bis 1938 Vorsitzender des Bundes Naturschutz in Bayern.

## Leben
Künkele studierte Forstwesen an der Technischen Hochschule Karlsruhe und wurde dort mit einer Arbeit zum Thema Beiträge zur Ermittlung der forstlichen Wertzuwachses 1913 zum Dr.-Ing. promoviert. Er arbeitete dann in der Bayerischen Staatsforstverwaltung für die Pfalz und war Mitglied des Naturschutzvereins Pollichia und verschiedener Pfälzer Heimatvereine. 
Bei den Verhandlungen mit der „Interalliierten Rheinlandkommission“ im Jahre 1924 über die Loslösung der beschlagnahmten Waldungen nahm er als Vertreter der bayerischen Ministerialforstabteilung teil. Er war in der Folge Ministerialrat bei der bayerischen Ministerialforstabteilung in München. In diese Zeit fällt auch seine Lehrtätigkeit an der Technischen Hochschule München über grundlegende forstliche Fragen und seine Professur.
Künkele trat zum 1. April 1933 der NSDAP bei (Mitgliedsnummer 1.664.751). Er war von 1934 bis 1938 Vorsitzender des Bundes Naturschutz in Bayern (BN). Während der Amtszeit Künkeles gelang es, wichtige Gebiete anzukaufen, zum Beispiel in der Ascholdinger Au im Isartal bei Wolfratshausen und an der Gfällach im Erdinger Moos. Der BN arbeitete in der NS-Zeit mit der Hitlerjugend und der KdF-Organisation zusammen. 
Künkele äußerte 1935 in Kaiserslautern auf einer Naturschutztagung:
„Im Dritten Reich wird letzten Endes nicht mehr das technisch oder wirtschaftlich ‚Zweckmäßige’ erstrebt, sondern das Volksorganische. Nicht mehr die Wirtschaft ist letztes Ziel der Politik, sondern die Gesunderhaltung der Quellen der Volkskraft. Diese Quellen sind Blut und Boden, Volk und Heimaterde, der Mensch inmitten der Mutter Natur. [...] Das Wiedererwachen der deutschen Seele entscheidet auch über das Schicksal der Umwelt. Der deutsche Mensch fängt an, die alten und ewig jungen Kraftbrunnen wieder zu entdecken, die in den überwundenen Jahrzehnten verschüttet und verschollen lagen.“

Nach dem Zweiten Weltkrieg kehrte er 1949 in die Pfalz zurück. Er hatte an der Pädagogischen Akademie in Landau in den Jahren 1950 bis 1954 noch einem Lehrauftrag über „Heimatkunde der Pfalz“. 1952 bis 1954 war er zudem erster Vorsitzender der neu gegründeten Pollichia.
Eine bekannte Aussage, die Künkele zugeschrieben wird, lautet wie folgt:
„Der Wald lebt besser, ohne die Menschen, aber die Völker leben schlechter ohne den Wald.“

## Publikationen (Auswahl)
- Wie wächst der Wald? (1914)
- Bodenpflege auf Buntsandstein, namentlich im Pfälzerwald (1922)
- Die Herkunft der Pfälzer Kiefer (zusammen mit Prof. Münch) (1923)
- Bodenrückgang im Pfälzerwald (1930)
- Die Auslese der künftigen Forstbeamten. "Der Deutsche Forstwirt" (1930)
- Die Rasse der Kiefer in der Pfalz (1940)
- Lorenz Wappes – ein Forstmann für die Pfalz (1950)

## Ehrungen
- Ehrenpräsident der Pfälzischen Gesellschaft zur Förderung der Wissenschaften
- Ehrenvorsitzender der Pollichia
- Bundesverdienstkreuz 1. Klasse (1955)